# Tattartjärnen (Hällefors socken, Västmanland, 664759-143186)
Tattartjärnen är en sjö i Hällefors kommun i Västmanland och ingår i Göta älvs huvudavrinningsområde.